# Avinguda de Giorgeta
L'Avinguda de Giorgeta és una via urbana de València. Està situada entre l'avinguda de Tres Forques (pel nord) i el pont que creua la platja de vies de l'Estació del Nord (pel sud). Fita mitjançant aquest pont amb l'avinguda de Peris i Valero i amb l'avinguda de Pérez Galdós.
El nom de l'avinguda es deu a l'empresari César Giorgeta (Madrid, 1841 - València, 1916) que instal·là la seua fàbrica de tints en les seues proximitats a finals del segle xix, en aquells moments als afores de la ciutat. El retolament de l'avinguda amb el nom de César Giorgeta s'efectuà el 1932 substituint l'àntic nom de "Camí de Trànsits" a petició dels treballadors de la fàbrica en homenatge al seu patró, que havia mort anys abans.
L'avinguda de Giorgeta comença en el tram de l'històric Camí de Trànsits que va de la intersecció de l'avinguda de Pérez Galdós amb el carrer de Conca i l'avinguda de les Tres Forques, fins al pont que creua la platja de vies i futur Parc Central de València. L'avinguda discorre entre els barris d'Arrancapins al nord i la Raïosa al sud. Es troba comunicat per les línies 1 i 5 de MetroValencia, i diverses línies d'autobús de la EMT. A l'extrem sud trobem l'estació provisional de l'AVE València-Joaquim Sorolla.